# Dominique Gaumont
 (juin 2020).
Si vous disposez d'ouvrages ou d'articles de référence ou si vous connaissez des sites web de qualité traitant du thème abordé ici, merci de compléter l'article en donnant les références utiles à sa vérifiabilité et en les liant à la section « Notes et références ».
Pour les articles homonymes, voir Gaumont (homonymie).
Dominique Gaumont, né le 8 janvier 1953 à Saint-Mandé (Île-de-France) et mort le 11 novembre 1983 dans le 20e arrondissement de Paris, est  un guitariste de jazz-rock, adepte de Jimi Hendrix.

## Biographie
Fils d'Édouard Gaumont, ancien député de la Guyane, frère du batteur Eddy Gaumont après des études musicales, il est attiré par la guitare électrique et commence à se produire en public en 1970. En 1972, il se produit au festival de Châteauvallon avec un groupe de Free Jazz Le Black Artist Group of Saint-Louis.[réf. nécessaire]
En 1974, il est convié par le trompettiste Miles Davis a une tournée aux États-Unis où il se produit au Carnegie Hall de New York. À New-York, il co-habite avec son ami et voisin de palier Philippe Gaillot avec qui il partagera un grand nombre d'expériences musicales.
Il participe à l'enregistrement de deux albums de Miles Davis Dark Magus et Get Up with It puis revient à Paris en 1975 où il crée son propre groupe Le Dominique Gaumont Energy avec Lucien Sombé (guitare basse électrique) et Joe Hammer (batterie).[réf. nécessaire]
Il meurt accidentellement le 11 novembre 1983.[réf. nécessaire]

## Discographie

### Album posthume
- 2004 : Energy
- 2021 : Energy (version LP)

### Avec Miles Davis
- 1974 : Get Up with It
- 1974 : Dark Magus